# Do You Dreams Come True?
Do You Dreams Come True? es el decimoquinto álbum de estudio de la banda japonesa Dreams Come True que fue lanzado el 21 de marzo de 2009, que coincidió con el lanzamiento de su primer sencillo en 1989. Fue lanzada en tres formatos: una edición regular (sólo CD), una edición limitada A (2CD) y una edición limitada B (CD+DVD). El álbum alcanzó el primer puesto en las listas semanales de álbumes a pesar de haber estado a la venta por solo cuatro días, dándoles su número duodécimo número uno y establecer el récord de mayor álbumes número uno de un grupo vocal femenino; colocándoles por delante de Zard y Every Little Thing. En su tercera semana el álbum subió de nuevo al número uno, su primer álbum en catorce años en hacerlo.
El álbum fue certificado Triple Platinum por el envío de 750.000 copias. También es el primer álbum de DCT en ser lanzado bajo Nayutawave Records, subdiscográfica de Universal Music Japan. 

## Lista de pistas

### CD: "Do You Dreams Come True?"
| CD: "Do You Dreams Come True?" | |          |  |
| N.º                            | Título                                                                                                | Duración |  |
| 1.                             | «A Song for You: Opening Theme of dydct?»                                                             | 1:27     |  |
| 2.                             | «Merry-Life-Goes-Round»                                                                               | 4:03     |  |
| 3.                             | «Tsuretette Tsuretette (連れてって 連れてって Take Me Take Me?)»                                      | 5:13     |  |
| 4.                             | «To The Beat, Not to The Beat»                                                                        | 4:26     |  |
| 5.                             | «Ā Mō!! (あぁもう！！ Ah, Enough!!?)»                                                                 | 3:47     |  |
| 6.                             | «Daikkirai Demo Arigato (大っきらい でもありがと I Hate You But Thanks?)»                             | 5:45     |  |
| 7.                             | «Sayonara Mētā / Tameiki Kauntā (サヨナラメーター／タメイキカウンター Goodbye Meter / Sigh Counter?)» | 4:43     |  |
| 8.                             | «True, Baby True. (Extended Version)»                                                                 | 6:15     |  |
| 9.                             | «Middle of Nowhere»                                                                                   | 4:10     |  |
| 10.                            | «Almost Home»                                                                                         | 5:54     |  |
| 11.                            | «Good Bye My School Days»                                                                             | 4:39     |  |
| 12.                            | «A Love Song»                                                                                         | 3:49     |  |

### CD: "Greatest Hits 'The Soul 2'"
| CD: "Greatest Hits 'The Soul 2'" | |          |  |
| N.º                              | Título | Duración |  |
| 1.                               | «Nando Demo (何度でも?)»                                                                                       | 3:49     |  |
| 2.                               | «Kimi ni Shika Kikoenai (きみにしか聞こえない?)»                                                               | 3:58     |  |
| 3.                               | «Osaka Lover (大阪LOVER?)»                                                                                     | 4:25     |  |
| 4.                               | «Masukara Matsuge (マスカラまつげ?)»                                                                           | 4:14     |  |
| 5.                               | «Snow Dance»                                                                                                   | 4:27     |  |
| 6.                               | «Hajimari no La (はじまりのla?)»                                                                               | 4:11     |  |
| 7.                               | «Itsu no Ma ni (いつのまに?)»                                                                                  | 3:32     |  |
| 8.                               | «JET!!!» | 4:35     |  |
| 9.                               | «Ai-shi-te-ru no Sain: Watashitachi no Mirai Yosouzu (ア・イ・シ・テ・ルのサイン ～わたしたちの未来予想図～?)» | 5:37     |  |
| 10.                              | «Suki Dake Jya Dame Nanda (好きだけじゃだめなんだ?)»                                                           | 4:16     |  |
| 11.                              | «Moshimo Yuki Nara (もしも雪なら?)»                                                                            | 5:12     |  |
| 12.                              | «Yasashii Kisu o Shite (やさしいキスをして?)»                                                                  | 3:40     |  |
| 13.                              | «Proud of You»                                                                                                 | 4:30     |  |
| 14.                              | «Sora o Yomu (空を読む?)»                                                                                      | 3:34     |  |
| 15.                              | «Mirai Yosouzu II: Version '07 (未来予想図Ⅱ ～VERSION '07～?)»                                                 | 7:08     |  |
| 16.                              | «Winter Song: Dancing Snowflakes Version»                                                                      | 5:51     |  |
| 17.                              | «Love Love Love: English Version»                                                                              | 4:16     |  |

### DVD: "Winter Fantasia 2008"
| DVD: "Winter Fantasia 2008" |                                                |          |  |
| N.º                         | Título                                         | Duración |  |
| 1.                          | «初雪: Ending Theme»                           |          |  |
| 2.                          | «サンタと天使が笑う夜»                         |          |  |
| 3.                          | «SNOW DANCE»                                   |          |  |
| 4.                          | «LAT.43°N: Forty-Three Degrees North Latitude» |          |  |
| 5.                          | «プライドなんて知らない»                       |          |  |
| 6.                          | «雪よ! 大地よ! ファンピーよ!!»                 |          |  |
| 7.                          | «Street Life»                                  |          |  |
| 8.                          | «ラヴレター»                                   |          |  |
| 9.                          | «おやすみのうた»                               |          |  |
| 10.                         | «カノン»                                       |          |  |
| 11.                         | «Carnaval: すべての戦う人たちへ»               |          |  |
| 12.                         | «Middle of Nowhere»                            |          |  |
| 13.                         | «連れてって 連れてって»                        |          |  |
| 14.                         | «冬三昧にはまだ遠い»                           |          |  |
| 15.                         | «Winter Song: Dancing Snowflakes Version»      |          |  |
| 16.                         | «Love Love Love»                               |          |  |

## Posicionamiento

### Oricon Sales Chart
| Lanzamiento         | Lista                 | Máxima posición | Ventas de primera semana | Ventas totales | Lista de ventas |
| ------------------- | --------------------- | --------------- | ------------------------ | -------------- | --------------- |
| 21 de marzo de 2009 | Oricon Daily Charts   | 1               |                          |                |                 |
| 21 de marzo de 2009 | Oricon Weekly Charts  | 1               | 231.496                  | 667.037        | 35 semanas      |
| 21 de marzo de 2009 | Oricon Monthly Charts | 2               |                          |                |                 |
| 21 de marzo de 2009 | Oricon Yearly Charts  | 7               |                          | 668.097        |                 |

### Listas y posiciones
| Listas                           | Posición |
| -------------------------------- | -------- |
| Oricon Daily Albums Chart        | 1        |
| Oricon Weekly Albums Chart       | 1        |
| Oricon Monthly Albums Chart      | 2        |
| Billboard Japan TOP Albums       | 1        |
| G-Music Combo Chart (Taiwan)     | 18       |
| G-Music J-POP Chart (Taiwan)     | 6        |
| Soundscan Albums Chart (CD-Only) | 1        |